# Limenitis erythmathis
Limenitis erythmathis är en fjärilsart som beskrevs av Frederick DuCane Godman och Osbert Salvin 1884. Limenitis erythmathis ingår i släktet Limenitis och familjen praktfjärilar. Inga underarter finns listade i Catalogue of Life.